# Lassiroavvi
Lassiroavvi är en kulle i Finland. Den ligger i Utsjoki kommun i landskapet Lappland, i den norra delen av landet, 1 000 km norr om huvudstaden Helsingfors. Toppen på Lassiroavvi är 322 meter över havet. Lassiroavvi ingår i Paistunturit.
Terrängen runt Lassiroavvi är varierad.  Trakten runt Lassiroavvi är nära nog obefolkad, med mindre än två invånare per kvadratkilometer. Närmaste större samhälle är Karigasniemi, 15,6 km söder om Lassiroavvi. Omgivningarna runt Lassiroavvi är i huvudsak ett öppet busklandskap.